# Francisco de Cubas y González-Montes
Francisco de Cubas y González-Montes (Madrid, 24 de març de 1826 - id., 2 de gener de 1899) va ser un arquitecte i polític espanyol del segle xix, també conegut com el marquès de Cubas pel seu títol nobiliari, el «marquesat pontifici de Cubas».

## Biografia
Es va formar a l'Escola d'Arquitectura de la ciutat i va obtenir importants pensions per completar els seus estudis a Itàlia i Grècia. En tornar a Espanya el 1858 va obtenir la primera medalla de l'Exposició Nacional d'aquest any.
Membre de l'Acadèmia de San Fernando des de 1870, va compaginar els seus treballs d'arquitectura amb la seva carrera política que el portarà a ser diputat el 1893, senador per Àvila entre 1896 i 1898, i alcalde de Madrid durant un mes, del 6 de novembre de 1892 a 1 de desembre del mateix any.
És un dels més notables representants de l'arquitectura vuitcentista madrilenya. Es va distingir per la seva mestria en l'ús del maó i per les seves obres d'estil neogòtic i historicista. Entre les seves realitzacions es destaquen l'escola dels jesuïtes de Chamartín, la Universitat de Deusto a Bilbao, el Museu Nacional d'Antropologia a Madrid i l'església de la Santa Creu a la mateixa ciutat.
Amb tot, la seva obra més recordada és la catedral de l'Almudena a Madrid, començada el 1883. Va reformar el projecte inicial com església parroquial proposant una imponent catedral neogòtica segons la moda imperant a Europa per influència de Viollet-le-Duc. Aquest projecte resultaria després molt modificat: les obres es van anar allargant per problemes econòmics, i finalment es van prosseguir segons línies del neoclassicisme, més d'acord amb el veí Palau Reial. Més representatiu de la fantasia del marquès és el Castell de Butrón a Gatika (Biscaia).
Va estar casat des de 1860 amb Matilde d'Erice i Urquijo, i tots dos descansen en una capella de la cripta de la catedral de l'Almudena, el seu gran projecte com a arquitecte.